# Fetingen
Fetingen är en sjö i Ljusdals kommun i Hälsingland och ingår i Ljusnans huvudavrinningsområde. Sjön är 7 meter djup, har en yta på 0,618 kvadratkilometer och är belägen 304 meter över havet.

## Delavrinningsområde
Fetingen ingår i det delavrinningsområde (683915-147335) som SMHI kallar för Utloppet av Fetingen. Medelhöjden är 348 meter över havet och ytan är 13,93 kvadratkilometer. Det finns inga avrinningsområden uppströms utan avrinningsområdet är högsta punkten. Vattendraget som avvattnar avrinningsområdet har biflödesordning 4, vilket innebär att vattnet flödar genom totalt 4 vattendrag innan det når havet efter 171 kilometer. Avrinningsområdet består mestadels av skog (73 procent) och sankmarker (13 procent). Avrinningsområdet har 0,62 kvadratkilometer vattenytor vilket ger det en sjöprocent på 4,5 procent.